# Daima Beltrán
Daima Beltrán (n. 10 septembrie 1972, Media Luna⁠(d), Granma Province⁠(d), Cuba) este o sportivă ce a reprezentat Cuba, medaliată olimpică. A participat la două ediții ale Jocurilor Olimpice (2000, 2004) în care a câștigat două medalii de argint.